# Khaosan
Thanon Khaosan (in lingua thai: ถนนข้าวสาร, trascr. IPA: tʰaˈnonˈkʰaoˈsaːn; nota anche come Khao San e con la traduzione inglese Khaosan Road) è una popolare strada di Bangkok, la capitale della Thailandia. Pur rimanendo un tradizionale luogo di soggiorno e svago per backpacker, è diventata nel corso degli anni un posto di ritrovo e divertimento per turisti di ogni tipo ed estrazione sociale, nonché per gli abitanti di Bangkok.
È situata nel quartiere di Banglumphoo, facente parte del centrale distretto di Phra Nakhon, a pochi minuti di cammino da alcune tra le maggiori attrazioni turistiche della città, tra cui il Grande Palazzo Reale, la piazza Sanam Luang e i monasteri di Wat Phra Kaew, Wat Pho e Wat Bowonniwet. Nelle vicinanze scorre il fiume Chao Phraya, altra attrazione turistica della capitale.

## Storia
La zona in cui si trova Khaosan fu popolata nei primi anni dopo la fondazione di Bangkok (1782), e rimase per due secoli un tranquillo quartiere in cui abitavano esclusivamente i residenti locali. Nel primo periodo di grande industrializzazione del Paese e del conseguente boom economico, nel 1982 il governo thailandese organizzò una serie di celebrazioni ed eventi per festeggiare il bicentenario di Bangkok, arrivarono turisti da ogni parte del mondo e in breve tempo gli alloggi furono tutti esauriti.

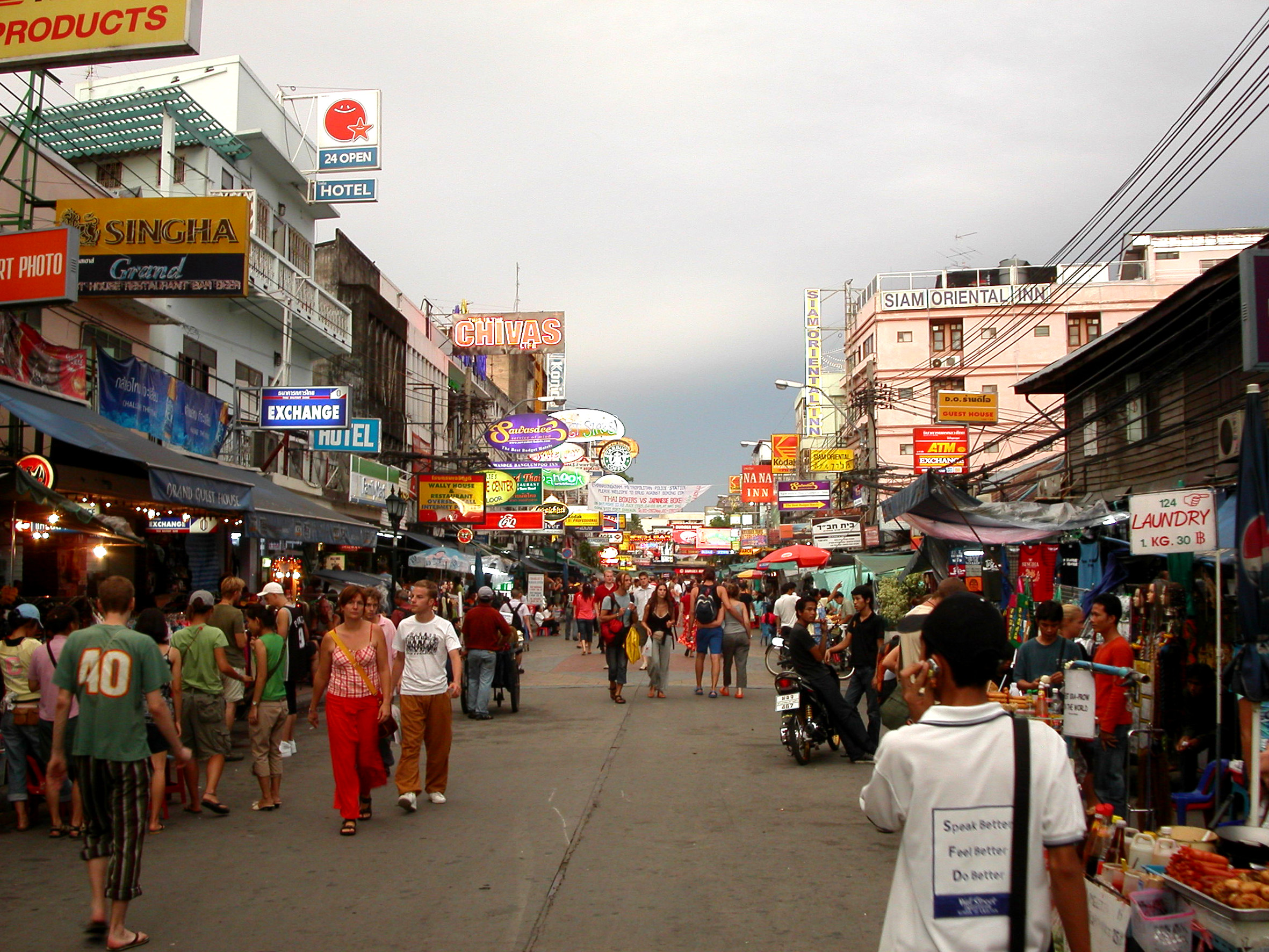
Khaosan di giorno

Le maggiori celebrazioni si tennero nella zona del Grande Palazzo Reale, vicino a Thanon Khaosan, e i turisti che viaggiavano con minori mezzi economici (in inglese backpackers) convinsero gli abitanti di Khao San ad affittargli delle stanze. Questi ultimi constatarono quanto fossero redditizie quelle entrate e trasformarono le proprie abitazioni in vere e proprie guest house. Questa moda si diffuse in tutta la via e in quelle adiacenti, le guest house si moltiplicarono e in breve furono inaugurati nuovi ristoranti, agenzie di viaggio, negozi di souvenir, di abbigliamento ecc. Nel giro di pochi anni, gran parte della zona compresa tra la piazza reale Sanam Luang, il viale thanon Ratchadamnoen, il fiume Chao Phraya e il canale Banglumphoo, che delimita a nord la storica isola di Rattanakosin, divenne consacrata al turismo ed è tuttora chiamata la zona di Khaosan.
Con il progressivo sviluppo turistico della zona, Thanon Khaosan è diventata un luogo alla moda anche per turisti più abbienti e per gli abitanti di Bangkok, in particolare per i più giovani che la affollano soprattutto nelle serate dei fine settimana. Pur conservando buona parte delle vecchie ed economiche guest house e ristoranti, i prezzi sono aumentati e sono stati inaugurati ristoranti e alberghi di lusso, discoteche, gioiellerie (che vendono soprattutto argento) ecc. Le zone più costose di Bangkok dedicate al turismo rimangono comunque quella nella zona di Thanon Silom, lungo il fiume Chao Phraya, e quella di Thanon Sukhumvit, nella parte orientale del centro cittadino.

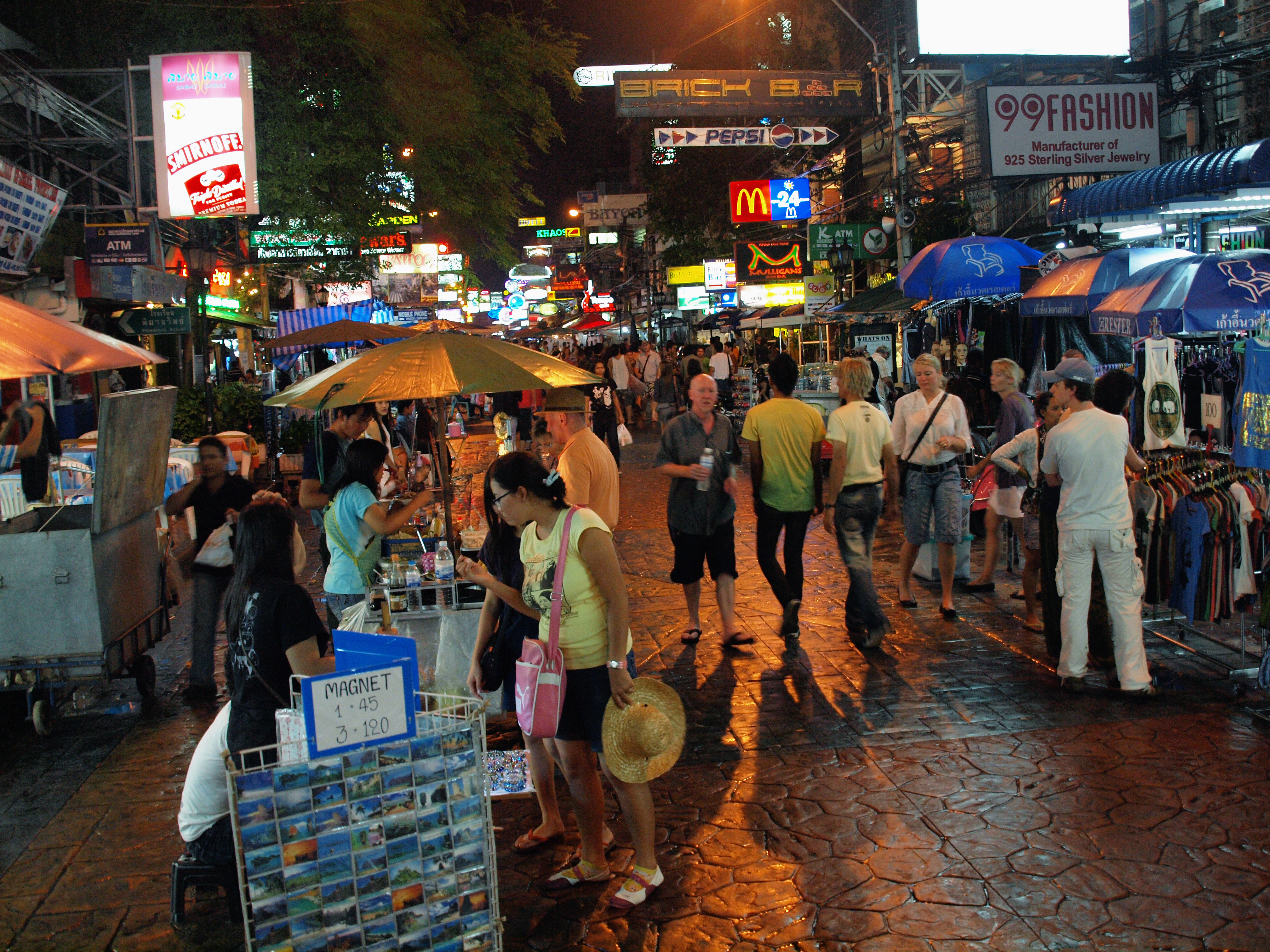
Intenso traffico pedonale notturno a Khaosan

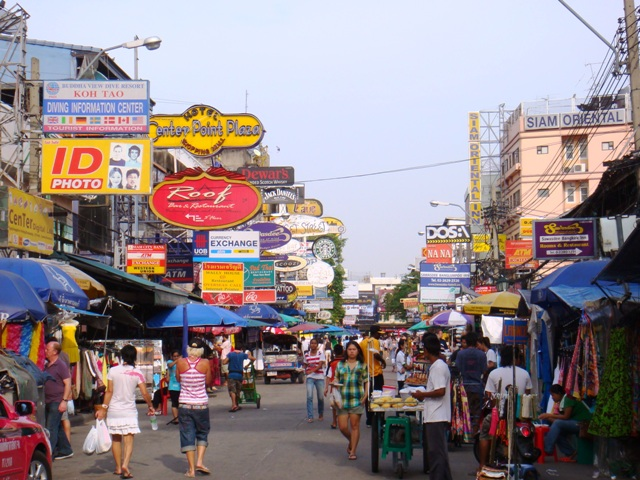
Bancarelle e carretti con alimenti nella strada

## Attività
I turisti arrivano a Khaosan principalmente per trovare vitto e alloggio a prezzi modici, in un ambiente di tipo occidentale che garantisce una certa confidenza soprattutto con il mangiare, sono infatti presenti ristoranti di molte tra le migliori cucine internazionali, oltre all'apprezzata cucina thailandese. Il fatto di soggiornare in un luogo popolato soprattutto da gente proveniente da tutto il mondo, fa sentire molti turisti a proprio agio, più di quanto si sentirebbero se fossero circondati esclusivamente da locali. Altri turisti criticano questa tendenza, ritenendo che soggiornare a Khaosan sia come rinchiudersi in un ghetto lontano dalla realtà thailandese.
È in ogni caso una conveniente base di partenza per visitare la città prima di inoltrarsi nel Paese. La fitta rete di autobus che passano nelle vicinanze ed il servizio di vaporetto, chiamato Chao Phraya Express Boat, forniscono un efficiente servizio di trasporti urbani. I molti negozi della zona offrono ai turisti la possibilità di effettuare acquisti a prezzi bassi prima del ritorno a casa. Particolarmente economiche sono le merci in vendita al vicino mercato diurno di Banglumphoo nel quale, come spesso in Thailandia, si deve contrattare per pagare il prezzo effettivo. Frequenti sono i saloni di massaggio thailandese. La competizione tra le molte agenzie di viaggi presenti nella zona permette di trovare biglietti di viaggio e visti d'ingresso a prezzi convenienti.
Particolarmente frequentata è la vita notturna di Khaosan, con birrerie e molti ubriachi, karaoke-bar, locali notturni con musica dal vivo, discoteche ecc. Fiorente è anche la prostituzione sia femminile che maschile, molti sono i travestiti e transessuali, che in Thailandia sono chiamati katoey. Molti turisti si trovano per parlare delle esperienze di viaggio e molti altri si accontentano di passeggiare avanti e indietro, spesso tra la confusione e il rumore, guardando le vetrine e consumando cibi e bevande vendute nelle frequenti bancarelle e carretti sulla strada. La carreggiata stradale è a due corsie e molto affollata dai pedoni, viene quindi utilizzata dalle auto prevalentemente e in misura moderata durante il giorno, mentre l'estrema confusione serale rende possibile solo il lento passaggio delle vetture di servizio.